# Прибалтийский шахматный союз
Прибалтийский шахматный союз — региональная шахматная организация в России, в Прибалтике, в конце XIX — начала XX веков. Идея объединения прибалтийских шахматистов возникла в 1890-х годах. Важную роль в её практическом осуществлении сыграло прибалтийское турне М. Чигорина (1897), посетившего Ригу, Юрьев, Ревель, Либаву и поддержавшего идею создания союза.
2 апреля 1898 в Риге по инициативе местного шахматного общества было созвано учредительное собрание представителей шахматных кружков Лифляндии и Эстляндии, на котором создан Прибалтийский шахматный союз. Основными задачами союза являлись популяризация шахмат в Прибалтике, проведение регулярных шахматных конгрессов, состоявших из главного и побочного турниров. Первым секретарём союза был Ф. Амелунг (1898—1901), затем Э. Генне (1901—1913) и А. Лют (1913—1914). Всего проведено 6 шахматных конгрессов (1899—1913).

## Конгрессы Прибалтийского шахматного союза
7-й конгресс (Юрьев. 1916) не состоялся из-за 1-й мировой войны 1914—1918 и роспуска Прибалтийского шахматного союза.
| № | Год  | Город  | Победитель(и)                            | + | − | = | Очки                 |
| - | ---- | ------ | ---------------------------------------- | - | - | - | -------------------- |
| 1 | 1899 | Рига   | Р. Бетиньш                               |   |   |   | 7½ из 11             |
| 2 | 1901 | Юрьев  | К. Бетиньш В. Штамм В. Зон К. Розенкранц |   |   |   | 5 из 7 5 из 7 5 из 7 |
| 3 | 1904 | Ревель | Б. Грегори В. Острогский                 |   |   |   | 6½ из 9 6½ из 9      |
| 4 | 1907 | Рига   | К. Розенкранц З. Лурье                   |   |   |   | 4 из 5 4 из 5        |
| 5 | 1911 | Либава | А. Куббель                               |   |   |   | 12 из 15             |
| 6 | 1913 | Митава | А. Хартманис                             |   |   |   | 11½ из 14            |